# Namadytes cimbebasiensis
Namadytes cimbebasiensis is een vliegensoort uit de familie Mydidae. De wetenschappelijke naam van de soort is voor het eerst geldig gepubliceerd in 1972 door Hesse.
De soort komt voor in Namibië.